# Alessandro Dal Bosco
Don Alessandro Dal Bosco (Breonio, 23 agosto 1830 – Verona, 16 dicembre 1868) è stato un missionario italiano.
Accompagnò Daniele Comboni nella spedizione in Africa centrale del 1857 e in seguito fu primo rettore dell'Opera del Buon Pastore.

## Biografia
Alessandro Dal Bosco entrò nell'Istituto fondato da don Nicola Mazza a Verona dove venne ordinato sacerdote nel 1855. Nell'estate del '57 fu inviato da don Mazza a Ferrara insieme a Francesco Oliboni per ricevere la benedizione da papa Pio IX sull'imminente spedizione missionaria in Africa.
Nel settembre successivo, dopo aver navigato sul Nilo, il gruppo dei missionari formato dal futuro vescovo e santo Daniele Comboni, da Oliboni, Giovanni Beltrame, Angelo Melotto, dal laico Isidoro Zilli e da Dal Bosco stesso attraversò a dorso di cammello il torrido deserto di Nubia, di cui il Dal Bosco lascerà una vivace descrizione. L'8 gennaio 1858 il gruppo giunse a Khartoum.
Qui Dal Bosco, data la sua buona conoscenza delle lingue parlate nella regione, si fermò in qualità di procuratore della Missione. Il clima torrido e malsano della città e le  febbri malariche mineranno la sua salute.
Con Beltrame si trasferì a Scellal di Assuan, da dove i due ripartirono per Verona l'8 maggio 1862. Il 12 giugno si rimisero in viaggio per Roma per chiedere alla Propaganda Fide un territorio in Africa per la missione del Mazza.
La salute di Dal Bosco rimaneva precaria. Dopo la morte di Nicola Mazza, avvenuta nel 1865, divenne cappellano all'ospedale di Legnago.
Quando Comboni, con l'appoggio del vescovo di Verona Luigi di Canossa, decise di fondare un istituto missionario, chiamandolo Opera del Buon Pastore (10 giugno 1867), scelse Dal Bosco come primo rettore di quelli che divennero i Comboniani. Dal Bosco accettò,  sistemandosi a Verona in uno stabile poverissimo in Stradone San Fermo nei pressi della chiesa di San Pietro in Carnario, che così diventerà la prima sede dell'opera missionaria.
Di ritorno dal Katholikentag di Bamberga in Germania dove, all'Assemblea generale delle Missioni, aveva fatto conoscere il nuovo Istituto, Dal Bosco fu colpito da polmonite, morendo a Verona il 16 dicembre 1868.
Di lui scrisse Daniele Comboni:
(Daniele Comboni – Scritti)

## Fonti
- R. Camponogara, I missionari mazziani in Lo sguardo oltre il confine di M. Gomiero. CEM, 2004
- Daniele Comboni, Scritti
- Beltrame, Comboni, Melotto, Cenni storici sulla Missione africana secondo il piano formatone da D. Nicola Mazza Sac. Ver. dal suo principio fino ad aprile dell'a. 1859, CEM, 2007